# Spanyolország éghajlata
Spanyolország éghajlata igen változatos, ami a zárt belső fennsík, valamint az északnyugatról, illetve keletről a tenger közvetlen hatása következtében alakult ki.

## Éghajlati zónák
| mediterrán-kontinentális tengerparti mediterrán mediterrán félszáraz vagy sztyepp óceáni-kontinentális tengerparti óceáni hegyvidéki a Kanári-szigetek klímája |

A fő éghajlati zónák.

A következő fő éghajlati területek alakultak ki (lásd a térképet):
- mediterrán-kontinentális a belső területek nagy részén
- tengerparti mediterrán a déli és keleti partvidéken
- (szubtrópusi) mediterrán félszáraz vagy sztyepp az ország délkeleti csücskén
- óceáni-kontinentális az északnyugaton és északon a partvidéktől beljebb eső területeken
- tengerparti óceáni  a nyugati és északi partvidéken
- hegyvidéki a magasabb hegységekben
- a Kanári-szigetek klímája

Köppen osztályozása (angol nyelvű)

A Köppen–féle osztályozáson Spanyolország fő éghajlati zónái:
- forró nyarú mediterrán (Csa), mely jellemzője a száraz és meleg/forró nyár és a hideg/enyhe, nedves tél. Az Ibériai-félsziget déli felén domináns.
- meleg nyarú mediterrán (Csb), főleg ÉNY-Spanyolo.-ban, 900-1000 méter felett
- óceáni éghajlat  (Cfb), az ország északi részén. Csapadékos, enyhe tél, mérsékelt, hűvös nyár.
- félszáraz vagy sztyepp (Bsh, Bsk) , az Ibériai-félsziget belső területein a hegyláncok közé zárt Ó-Kasztília, Aragónia-medence térségében, valamint a Betikai-Kordillerák hegységcsoportja alatti földközi-tengeri partvidéken
- meleg nyarú kontinentális (Dfb), az ország ÉK-i részén 1000-1100 méter felett, a Kantábriai-hegység és az Ibériai-hegységrendszer (Sistema Ibérico) magasabb részein.

Az öt fő zóna mellett a kisebb alzónák:
- nedves szubtrópusi Katalónia északi felén
- száraz kontinentális zónák pl. a Sierra Nevadában
- alpesi (magas hegyvidéki)
- boreális a Kantábriai-hegység és a Pireneusok legmagasabb részein
- trópusi a Kanári-szigetek tengerparti részein
- forró sivatagi (BWh) a Keleti-Kanári-szigetek DK-i részén

## Általános jellemzés

Spanyolország átlagos évi csapadékösszegei városonként

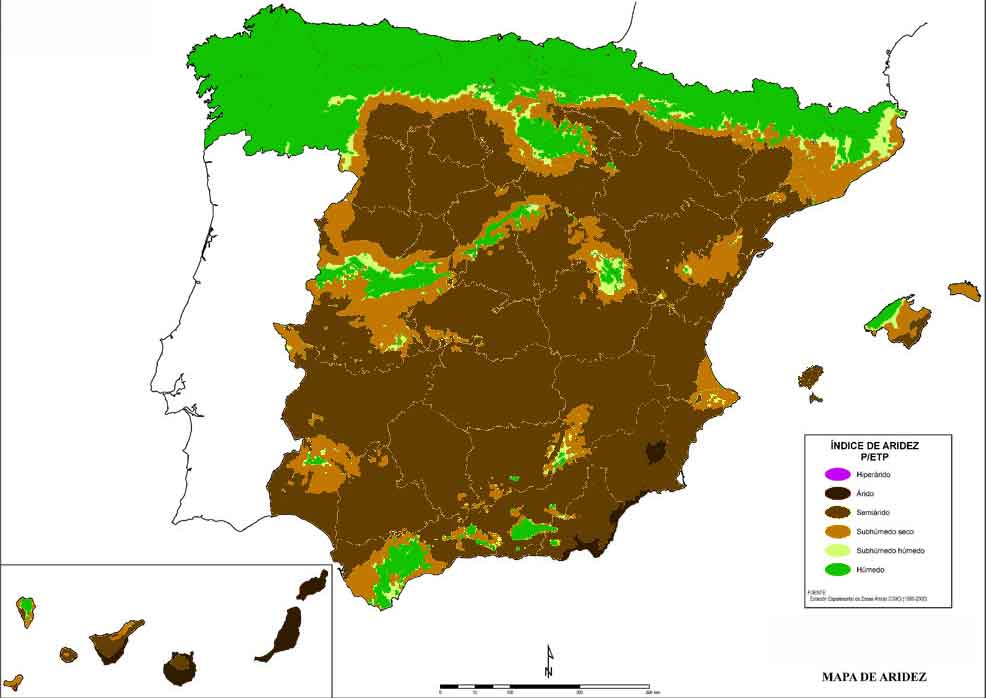
Az ország a szárazság alapján
(zöld = nedves)
(barna = száraz)

Az óriási fennsíkokkal és hegyláncokkal tagolt, az óceáni és mediterrán hatásoknak kitett hatalmas területű országnak nagyon sokszínű éghajlata van. Észak-ÉNy a legcsapadékosabb keleten, délen és a szigeteken a tél enyhe, míg a szárazföld belsejében télen a hőmérséklet gyakran fagypont alá esik.
Spanyolország szinte csaknem teljesen a szubtrópusi klímaövhöz tartozik, mindössze az Atlanti-óceán és a Vizcayai-öböl partvidéke tartozik az óceáni éghajlathoz.
A Földközi-tenger partvidékére és az itteni szigetekre a mediterrán éghajlat jellemző, a belső területeken azonban a kontinentális hatás érvényesül. 
A nyár a hegyektől és az Atlanti-parttól eltekintve mindenhol forró. A nyári forróságot gyakran kellemetlenné teszi az afrikai Atlasz hegységből főn jelleggel átfúvó száraz, igen meleg szél, amely miatt még melegebbnek tűnik a hőmérséklet.
Az ország legnagyobb részén az évi csapadékösszeg 400–800 mm között változik, de az ország hegységektől körbezárt belső medencéiben (Ó-Kasztília, Aragóniai-medence) mindössze 250–400 mm közötti évi csapadék hull. A csapadék túlnyomó része október-január között hull le, a nyári hónapok csaknem csapadék nélküliek.
Az ország legnagyobb része igen száraz terület. Nagy területek alig 400 mm, sőt még kevesebb esőt kapnak, melynek zöme ősszel és tavasszal esik le, gyakran nagyobb kárt, mint hasznot hozó zivatarok formájában. A  nyári  szárazság  időtartama  dél  felé  haladva  egyre hosszabb lesz:  Ó-Kasztíliában 2 hónapig, Andalúziában négy hónapig tart.
A napfénytartam az ország legnagyobb részén bőséges, évi összege 2400-3000 óra között változik.
Figyelemre méltó a helyzet az Atlanti-óceán és a Földközi-tenger között, ebben az összefüggésben az Atlanti-óceán játssza a legfőbb szerepet, mivel ennek köszönhető a nyugatról érkező szél beáramlása. A Földközi-tenger kevéssé befolyásolja az éghajlati változatosságot, legfeljebb a partvidékeken és a hidegcseppek kialakulásában.

### Atlanti-part
Az északi-ÉNy-i, óceáni éghajlatú tájak az ország többi részétől eltérően egész évben zöldek, nyáron is csapadékosak. Ez a táj bő csapadékú, dél, illetve délkelet felé haladva viszont rohamosan csökken a csapadék mennyisége.
Az enyhe telű óceáni éghajlathoz tartozó atlanti partvidék évi csapadékösszege a parthoz közeli Kantábriai-hegyvidék hatása miatt eléri az 1000-1200 mm-t, sőt jóval meg is haladhatja azt. A csapadék évi eloszlása itt eléggé egyenletes. A napfénytartam évi összege az év nagy részére jellemző borús időjárás miatt mindössze 1650-2000 óra. A Vizcayai-öböl nyugati partvidékén a csapadék évi összege 800-1000 mm között alakul, a nyár már szárazabb, az évi napfénytartam meghaladja a 2000 órát.

### Földközi-tenger partvidéke
A Földközi-tenger partvidéke mediterrán éghajlatú. A nyári hónapokban az égbolt állandóan derült és alig hull csapadék. A nyári forróságot némileg mérsékli a tenger, a tél viszont igen enyhe. A csapadék évi mennyisége 200–650 mm közötti, észak felé haladva növekszik (Almería → Barcelona). A Malagától Alicantéig húzódó partvidék szubtrópusi sztyepp éghajlatú, itt azonban a hosszan tartó nyári szárazság mellett csapadékosabb tél jellemző.

### Belső országrész
Az ország belső, magasabb területein a száraz éghajlat sztyepp változata uralkodik. 
A Mezetán, a központi fennsíkon a kontinentális hatás érvényesül.
A hőmérséklet hőingadozása nagy. Január és július középhőmérséklete között az átlagos különbség 25 °C (Madridban 20 °C). Sok helyen nyáron gyakran árnyékban akár 40 °C-os hőség is lehet, míg télen ugyanott, az erős kisugárzás miatt a hajnali órákban mínusz 10 °C-os fagy is lehet.
A nedves óceáni légtömegektől elzárt Mezeta területén szinte mindenhol 500 mm alatt van az évi csapadék mennyisége. A csapadék nagy része ősszel és télen hull le. 

### Andalúzia
A délen fekvő Andalúziai-medence (Guadalquivir-medence) extrém mediterrán éghajlatú, itt található Európa legforróbb nyarú városa, Sevilla. Szintén itt, a medencében található Európa legenyhébb telű vidéke. Ebben a déli régióban a tél enyhesége miatt az egész esztendőre kiterjed a művelés, és a hosszú forró nyár lehetővé teszi néhány trópusokon honos növény termesztését is.

### Baleár-szk.
A Baleár-szigetek éghajlata mediterrán és a spanyol szárazföldhöz képest sokkal kiegyensúlyozottabb klímájú. Itt nem igazán ismerik a valóban hideg évszakot; a hőmérő higanyszála nagyon ritkán megy fagypont alá. A Sierra de Tramuntanában (Mallorca) azonban télen havazni is szokott.
A legmelegebb hónap a július és a leghidegebb a január. Az évi csapadékmennyiség Menorcán kb. 650 mm, Mallorcán 500-400, Ibizán mintegy 400 és Formenterán mintegy 370 mm. A legtöbb természetesen a hegyekben.

### Kanári-szk.
A napi átlaghőmérsékletek az évszaktól függően csupán 15 és 27 °C között ingadoznak, ami az "örök tavasz" szigetei melléknevet kölcsönözte a szigetcsoportnak. A Kanári-szigetek az Atlanti-óceánban való helyzetüknek, az afrikai part közelségének, a passzátszelek hatásának és nagy magasságkülönbségüknek köszönhetik sajátos éghajlatukat.
Nagyon hideg vagy kifejezetten forró évszak nincs. A júliustól szeptemberig tartó időszak a legmelegebb. Ilyenkor Lanzarotét és Fuerteventurát is elérik a perzselő sivatagi szelek. 
A Kanári-szigetek – a Száhil-övezethez hasonlóan – évtizedek óta szenvednek a szárazságtól. Áprilistól októberig alig hullik csapadék.
Télen a szigetek a nyugati szelek övezetébe kerülnek, ahol az alacsony légnyomás miatt sok a csapadék. Természetes, hogy a nyugatabbra fekvő, La Palma, Tenerife, Gran Canaria hegyláncokban gazdag szigetein több a csapadék, mint a keleti, alacsonyabb Fuerteventurán és Lanzarotén.

## Tengervíz
Átlagos tengervíz hőmérsékletekː
| Jan   | Feb   | Mar   | Apr   | Maj   | Jun   | Jul   | Aug   | Sep   | Okt   | Nov   | Dec   | Év átl. |
| ----- | ----- | ----- | ----- | ----- | ----- | ----- | ----- | ----- | ----- | ----- | ----- | ------- |
| 13 °C | 12 °C | 12 °C | 13 °C | 15 °C | 18 °C | 20 °C | 21 °C | 20 °C | 18 °C | 15 °C | 13 °C | 15,8 °C |

| Jan   | Feb   | Mar   | Apr   | Maj   | Jun   | Jul   | Aug   | Sep   | Okt   | Nov   | Dec   | Év átl. |
| ----- | ----- | ----- | ----- | ----- | ----- | ----- | ----- | ----- | ----- | ----- | ----- | ------- |
| 13 °C | 13 °C | 13 °C | 14 °C | 17 °C | 20 °C | 23 °C | 25 °C | 23 °C | 20 °C | 17 °C | 15 °C | 18 °C   |

| Jan   | Feb   | Mar   | Apr   | Maj   | Jun   | Jul   | Aug   | Sep   | Okt   | Nov   | Dec   | Év átl. |
| ----- | ----- | ----- | ----- | ----- | ----- | ----- | ----- | ----- | ----- | ----- | ----- | ------- |
| 14 °C | 13 °C | 13 °C | 15 °C | 17 °C | 21 °C | 24 °C | 26 °C | 24 °C | 21 °C | 18 °C | 15 °C | 18,5 °C |

| Jan   | Feb   | Mar   | Apr   | Maj   | Jun   | Jul   | Aug   | Sep   | Okt   | Nov   | Dec   | Év átl. |
| ----- | ----- | ----- | ----- | ----- | ----- | ----- | ----- | ----- | ----- | ----- | ----- | ------- |
| 14 °C | 14 °C | 14 °C | 15 °C | 17 °C | 21 °C | 24 °C | 25 °C | 24 °C | 21 °C | 18 °C | 16 °C | 18,6 °C |

| Jan   | Feb   | Mar   | Apr   | Maj   | Jun   | Jul   | Aug   | Sep   | Okt   | Nov   | Dec   | Év átl. |
| ----- | ----- | ----- | ----- | ----- | ----- | ----- | ----- | ----- | ----- | ----- | ----- | ------- |
| 16 °C | 15 °C | 16 °C | 16 °C | 17 °C | 19 °C | 22 °C | 22 °C | 22 °C | 20 °C | 18 °C | 17 °C | 18,4 °C |

| Jan   | Feb   | Mar   | Apr   | Maj   | Jun   | Jul   | Aug   | Sep   | Okt   | Nov   | Dec   | Év átl. |
| ----- | ----- | ----- | ----- | ----- | ----- | ----- | ----- | ----- | ----- | ----- | ----- | ------- |
| 19 °C | 19 °C | 19 °C | 19 °C | 20 °C | 21 °C | 22 °C | 23 °C | 23 °C | 23 °C | 22 °C | 20 °C | 20,9 °C |

## Napsütés
| város             | Jan | Feb | Már | Ápr | Máj | Jún | Júl | Aug | Sze | Okt | Nov | Dec | évi  |
| ----------------- | --- | --- | --- | --- | --- | --- | --- | --- | --- | --- | --- | --- | ---- |
| A Coruña          | 102 | 121 | 160 | 175 | 201 | 225 | 239 | 244 | 192 | 149 | 108 | 94  | 2010 |
| Almería           | 194 | 191 | 232 | 261 | 297 | 325 | 342 | 315 | 256 | 218 | 183 | 178 | 2994 |
| Barcelona         | 149 | 163 | 200 | 220 | 244 | 262 | 310 | 282 | 219 | 180 | 146 | 138 | 2524 |
| Bilbao            | 85  | 97  | 132 | 138 | 169 | 181 | 186 | 179 | 160 | 127 | 88  | 78  | 1610 |
| Madrid            | 148 | 157 | 214 | 231 | 272 | 310 | 359 | 335 | 261 | 198 | 157 | 124 | 2766 |
| Málaga            | 181 | 180 | 222 | 244 | 292 | 329 | 347 | 316 | 255 | 215 | 172 | 160 | 2905 |
| Murcia            | 189 | 190 | 223 | 256 | 289 | 323 | 353 | 317 | 239 | 217 | 186 | 172 | 2967 |
| Santiago de Comp. | 93  | 114 | 151 | 165 | 187 | 225 | 243 | 237 | 184 | 132 | 95  | 85  | 1911 |
| Sevilla           | 183 | 189 | 220 | 238 | 293 | 317 | 354 | 328 | 244 | 217 | 181 | 154 | 2918 |
| Valencia          | 171 | 171 | 215 | 234 | 259 | 276 | 315 | 288 | 235 | 202 | 167 | 155 | 2696 |
| Zaragoza          | 131 | 165 | 217 | 226 | 275 | 307 | 348 | 315 | 243 | 195 | 148 | 124 | 2694 |

összehasonlításképpː
| ország       | város    | Jan | Feb | Már | Ápr | Máj | Jún | Júl | Aug | Sze | Okt | Nov | Dec | évi  | forrás |
| ------------ | -------- | --- | --- | --- | --- | --- | --- | --- | --- | --- | --- | --- | --- | ---- | ------ |
| Magyarország | Budapest | 62  | 93  | 137 | 177 | 234 | 250 | 271 | 255 | 187 | 141 | 69  | 52  | 1988 | [ 20 ] |

## Éghajlattáblázatok

### Észak
| Hónap                                                                                  | Jan. | Feb. | Már. | Ápr. | Máj. | Jún. | Júl. | Aug. | Szep. | Okt. | Nov. | Dec. | Év   |
| -------------------------------------------------------------------------------------- | ---- | ---- | ---- | ---- | ---- | ---- | ---- | ---- | ----- | ---- | ---- | ---- | ---- |
| Átlagos max. hőmérséklet (°C)                                                          | 13,4 | 14,3 | 16,5 | 17,6 | 20,8 | 23,4 | 25,4 | 26,0 | 24,6  | 21,4 | 16,6 | 13,9 | 19,5 |
| Átlagos min. hőmérséklet (°C)                                                          | 5,1  | 5,1  | 6,4  | 7,6  | 10,6 | 13,4 | 15,4 | 15,7 | 13,8  | 11,4 | 8,2  | 5,9  | 9,9  |
| Átl. csapadékmennyiség (mm)                                                            | 120  | 86   | 90   | 107  | 78   | 60   | 51   | 77   | 73    | 111  | 147  | 122  | 1122 |
| Havi napsütéses órák száma                                                             | 85   | 97   | 132  | 138  | 169  | 181  | 186  | 179  | 160   | 127  | 88   | 78   | 1620 |
| Forrás: Agencia Estatal de Meteorología, Aena, WeatherBase ; Climatebase.ru (extremes) |      |      |      |      |      |      |      |      |       |      |      |      |      |

| Hónap                                   | Jan. | Feb. | Már. | Ápr. | Máj. | Jún. | Júl. | Aug. | Szep. | Okt. | Nov. | Dec. | Év   |
| --------------------------------------- | ---- | ---- | ---- | ---- | ---- | ---- | ---- | ---- | ----- | ---- | ---- | ---- | ---- |
| Átlagos max. hőmérséklet (°C)           | 13,6 | 13,8 | 15,7 | 16,6 | 19,1 | 21,6 | 23,6 | 24,2 | 22,8  | 20,3 | 16,3 | 14,2 | 18,5 |
| Átlagos min. hőmérséklet (°C)           | 5,8  | 5,7  | 7,0  | 8,3  | 11,1 | 13,9 | 16,0 | 16,4 | 14,4  | 11,8 | 8,7  | 6,7  | 10,5 |
| Átl. csapadékmennyiség (mm)             | 106  | 92   | 88   | 102  | 78   | 58   | 52   | 73   | 83    | 120  | 157  | 118  | 1127 |
| Havi napsütéses órák száma              | 85   | 104  | 135  | 149  | 172  | 178  | 187  | 180  | 160   | 129  | 93   | 74   | 1646 |
| Forrás: Agencia Estatal de Meteorología |      |      |      |      |      |      |      |      |       |      |      |      |      |

| Hónap                                                                           | Jan. | Feb. | Már. | Ápr. | Máj. | Jún. | Júl. | Aug. | Szep. | Okt. | Nov. | Dec. | Év   |
| ------------------------------------------------------------------------------- | ---- | ---- | ---- | ---- | ---- | ---- | ---- | ---- | ----- | ---- | ---- | ---- | ---- |
| Átlagos max. hőmérséklet (°C)                                                   | 13,5 | 14,1 | 15,5 | 16,2 | 18,1 | 20,6 | 22,1 | 22,8 | 22,0  | 19,1 | 16,0 | 14,1 | 17,9 |
| Átlagos min. hőmérséklet (°C)                                                   | 8,1  | 8,0  | 9,2  | 9,9  | 12,0 | 14,3 | 15,9 | 16,4 | 15,2  | 13,0 | 10,5 | 8,9  | 11,8 |
| Átl. csapadékmennyiség (mm)                                                     | 112  | 88   | 75   | 88   | 75   | 44   | 34   | 35   | 64    | 130  | 138  | 131  | 1014 |
| Havi napsütéses órák száma                                                      | 102  | 121  | 160  | 175  | 201  | 225  | 239  | 244  | 192   | 149  | 108  | 94   | 2010 |
| Forrás: World Meteorological Organization (UN), Agencia Estatal de Meteorología |      |      |      |      |      |      |      |      |       |      |      |      |      |

| Hónap                                   | Jan. | Feb. | Már. | Ápr. | Máj. | Jún. | Júl. | Aug. | Szep. | Okt. | Nov. | Dec. | Év   |
| --------------------------------------- | ---- | ---- | ---- | ---- | ---- | ---- | ---- | ---- | ----- | ---- | ---- | ---- | ---- |
| Átlagos max. hőmérséklet (°C)           | 11,0 | 12,0 | 15,0 | 16,0 | 19,0 | 22,0 | 24,0 | 25,0 | 23,0  | 18,0 | 14,0 | 12,0 | 17,6 |
| Átlagos min. hőmérséklet (°C)           | 4,0  | 4,0  | 5,0  | 6,0  | 8,0  | 11,0 | 13,0 | 13,0 | 12,0  | 9,0  | 7,0  | 5,0  | 8,1  |
| Átl. csapadékmennyiség (mm)             | 210  | 167  | 146  | 146  | 135  | 72   | 43   | 57   | 107   | 226  | 217  | 261  | 1787 |
| Havi napsütéses órák száma              | 93   | 114  | 151  | 165  | 187  | 225  | 243  | 237  | 184   | 132  | 95   | 85   | 1911 |
| Forrás: Agencia Estatal de Meteorología |      |      |      |      |      |      |      |      |       |      |      |      |      |

| Hónap                         | Jan. | Feb. | Már. | Ápr. | Máj. | Jún. | Júl. | Aug. | Szep. | Okt. | Nov. | Dec. | Év   |
| ----------------------------- | ---- | ---- | ---- | ---- | ---- | ---- | ---- | ---- | ----- | ---- | ---- | ---- | ---- |
| Átlagos max. hőmérséklet (°C) | 13,4 | 14,6 | 15,9 | 17,6 | 20,5 | 24,2 | 27,5 | 28,0 | 25,5  | 21,5 | 17,0 | 14,3 | 20,0 |
| Átlagos min. hőmérséklet (°C) | 4,4  | 5,3  | 6,7  | 8,5  | 12,0 | 15,7 | 18,6 | 19,3 | 16,7  | 12,6 | 8,1  | 5,7  | 11,2 |
| Átl. csapadékmennyiség (mm)   | 41   | 29   | 42   | 49   | 59   | 42   | 20   | 61   | 85    | 91   | 58   | 51   | 628  |
| Forrás:                       |      |      |      |      |      |      |      |      |       |      |      |      |      |

| Hónap                                                                               | Jan. | Feb. | Már. | Ápr. | Máj. | Jún. | Júl. | Aug. | Szep. | Okt. | Nov. | Dec. | Év   |
| ----------------------------------------------------------------------------------- | ---- | ---- | ---- | ---- | ---- | ---- | ---- | ---- | ----- | ---- | ---- | ---- | ---- |
| Átlagos max. hőmérséklet (°C)                                                       | 14,8 | 15,6 | 17,4 | 19,1 | 22,5 | 26,1 | 28,6 | 29,0 | 26,0  | 22,5 | 17,9 | 15,1 | 21,3 |
| Átlagos min. hőmérséklet (°C)                                                       | 8,8  | 9,3  | 10,9 | 12,5 | 16,1 | 19,8 | 22,7 | 23,1 | 20,0  | 16,5 | 11,9 | 9,5  | 15,1 |
| Átl. csapadékmennyiség (mm)                                                         | 44   | 31   | 33   | 48   | 47   | 33   | 25   | 41   | 82    | 97   | 45   | 47   | 572  |
| Havi napsütéses órák száma                                                          | 149  | 163  | 200  | 220  | 244  | 262  | 310  | 282  | 219   | 180  | 146  | 138  | 2513 |
| Forrás: Generalitat de Catalunya – Agencia Estatal de Meteorología (sunshine hours) |      |      |      |      |      |      |      |      |       |      |      |      |      |

| \| Hónap \| Jan. \| Feb. \| Már. \| Ápr. \| Máj. \| Jún. \| Júl. \| Aug. \| Szep. \| Okt. \| Nov. \| Dec. \| Év \| \| ------------------------------------------- \| ---- \| ---- \| ---- \| ---- \| ---- \| ---- \| ---- \| ---- \| ----- \| ---- \| ---- \| ---- \| ---- \| \| Átlagos max. hőmérséklet (°C) \| 10,5 \| 13,1 \| 17,3 \| 19,6 \| 24,1 \| 29,3 \| 32,4 \| 31,7 \| 27,1 \| 21,4 \| 14,8 \| 10,8 \| 21,1 \| \| Átlagos min. hőmérséklet (°C) \| 2,7 \| 3,3 \| 5,8 \| 7,9 \| 11,8 \| 15,8 \| 18,3 \| 18,3 \| 15,2 \| 11,0 \| 6,3 \| 3,2 \| 10,0 \| \| Átl. csapadékmennyiség (mm) \| 21 \| 22 \| 19 \| 39 \| 44 \| 26 \| 17 \| 17 \| 30 \| 36 \| 30 \| 21 \| 322 \| \| Havi napsütéses órák száma \| 131 \| 165 \| 217 \| 226 \| 275 \| 307 \| 348 \| 315 \| 243 \| 195 \| 148 \| 124 \| 2694 \| \| Forrás: Agencia Estatal de Meteorología[28] \| \| \| \| \| \| \| \| \| \| \| \| \| \| |      |      |      |      |      |      |      |      |       |      |      |      |      |
| Hónap | Jan. | Feb. | Már. | Ápr. | Máj. | Jún. | Júl. | Aug. | Szep. | Okt. | Nov. | Dec. | Év   |
| Átlagos max. hőmérséklet (°C) | 10,5 | 13,1 | 17,3 | 19,6 | 24,1 | 29,3 | 32,4 | 31,7 | 27,1  | 21,4 | 14,8 | 10,8 | 21,1 |
| Átlagos min. hőmérséklet (°C) | 2,7  | 3,3  | 5,8  | 7,9  | 11,8 | 15,8 | 18,3 | 18,3 | 15,2  | 11,0 | 6,3  | 3,2  | 10,0 |
| Átl. csapadékmennyiség (mm) | 21   | 22   | 19   | 39   | 44   | 26   | 17   | 17   | 30    | 36   | 30   | 21   | 322  |
| Havi napsütéses órák száma | 131  | 165  | 217  | 226  | 275  | 307  | 348  | 315  | 243   | 195  | 148  | 124  | 2694 |
| Forrás: Agencia Estatal de Meteorología |      |      |      |      |      |      |      |      |       |      |      |      |      |

### Központi régió
| Hónap                                   | Jan. | Feb. | Már. | Ápr. | Máj. | Jún. | Júl. | Aug. | Szep. | Okt. | Nov. | Dec. | Év   |
| --------------------------------------- | ---- | ---- | ---- | ---- | ---- | ---- | ---- | ---- | ----- | ---- | ---- | ---- | ---- |
| Átlagos max. hőmérséklet (°C)           | 9,7  | 12,0 | 15,7 | 17,5 | 21,4 | 26,9 | 31,2 | 30,7 | 26,0  | 19,0 | 13,4 | 10,1 | 19,5 |
| Átlaghőmérséklet (°C)                   | 6,2  | 7,9  | 10,7 | 12,4 | 16,1 | 21,0 | 24,8 | 24,5 | 20,5  | 14,6 | 9,7  | 7,0  | 14,7 |
| Átlagos min. hőmérséklet (°C)           | 2,6  | 3,7  | 5,6  | 7,2  | 10,7 | 15,1 | 18,4 | 18,2 | 15,0  | 10,2 | 6,0  | 3,8  | 9,7  |
| Átl. csapadékmennyiség (mm)             | 37   | 35   | 26   | 47   | 52   | 25   | 15   | 10   | 28    | 49   | 56   | 56   | 436  |
| Havi napsütéses órák száma              | 148  | 157  | 214  | 231  | 272  | 310  | 359  | 335  | 261   | 198  | 157  | 124  | 2766 |
| Forrás: Agencia Estatal de Meteorologia |      |      |      |      |      |      |      |      |       |      |      |      |      |

| Hónap                                                       | Jan. | Feb. | Már. | Ápr. | Máj. | Jún. | Júl. | Aug. | Szep. | Okt. | Nov. | Dec. | Év   |
| ----------------------------------------------------------- | ---- | ---- | ---- | ---- | ---- | ---- | ---- | ---- | ----- | ---- | ---- | ---- | ---- |
| Átlagos max. hőmérséklet (°C)                               | 8,2  | 11,2 | 15,2 | 16,9 | 21,0 | 27,0 | 30,7 | 30,1 | 25,6  | 18,9 | 12,4 | 8,6  | 18,9 |
| Átlagos min. hőmérséklet (°C)                               | 0,2  | 0,7  | 2,8  | 4,6  | 7,9  | 11,6 | 14,0 | 14,1 | 11,3  | 7,6  | 3,5  | 1,3  | 6,7  |
| Átl. csapadékmennyiség (mm)                                 | 40   | 27   | 22   | 46   | 49   | 29   | 13   | 16   | 31    | 55   | 52   | 53   | 433  |
| Havi napsütéses órák száma                                  | 101  | 147  | 215  | 232  | 272  | 322  | 363  | 334  | 254   | 182  | 117  | 89   | 2628 |
| Forrás: Agencia Estatal de Meteorología (normals 1981–2010) |      |      |      |      |      |      |      |      |       |      |      |      |      |

| Hónap                                   | Jan. | Feb. | Már. | Ápr. | Máj. | Jún. | Júl. | Aug. | Szep. | Okt. | Nov. | Dec. | Év   |
| --------------------------------------- | ---- | ---- | ---- | ---- | ---- | ---- | ---- | ---- | ----- | ---- | ---- | ---- | ---- |
| Átlagos max. hőmérséklet (°C)           | 10,9 | 13,7 | 17,9 | 19,7 | 24,1 | 30,5 | 34,5 | 33,7 | 28,4  | 21,5 | 15,1 | 11,4 | 21,8 |
| Átlagos min. hőmérséklet (°C)           | 1,1  | 2,4  | 4,9  | 7,1  | 10,9 | 15,9 | 18,9 | 18,6 | 14,8  | 10,0 | 5,1  | 2,5  | 9,4  |
| Átl. csapadékmennyiség (mm)             | 35   | 30   | 28   | 48   | 41   | 25   | 6    | 5    | 26    | 53   | 45   | 59   | 401  |
| Havi napsütéses órák száma              | 133  | 157  | 213  | 226  | 260  | 313  | 352  | 323  | 247   | 190  | 135  | 114  | 2663 |
| Forrás: Agencia Estatal de Meteorología |      |      |      |      |      |      |      |      |       |      |      |      |      |

| Hónap                         | Jan. | Feb. | Már. | Ápr. | Máj. | Jún. | Júl. | Aug. | Szep. | Okt. | Nov. | Dec. | Év   |
| ----------------------------- | ---- | ---- | ---- | ---- | ---- | ---- | ---- | ---- | ----- | ---- | ---- | ---- | ---- |
| Átlagos max. hőmérséklet (°C) | 14,0 | 16,1 | 20,1 | 21,6 | 25,7 | 31,4 | 34,8 | 34,5 | 30,5  | 24,1 | 18,2 | 14,4 | 23,8 |
| Átlagos min. hőmérséklet (°C) | 3,3  | 4,5  | 6,6  | 8,7  | 11,6 | 15,5 | 17,3 | 17,3 | 15,2  | 11,5 | 7,2  | 4,9  | 10,3 |
| Átl. csapadékmennyiség (mm)   | 50   | 42   | 30   | 49   | 36   | 14   | 4    | 5    | 24    | 61   | 65   | 69   | 449  |
| Havi napsütéses órák száma    | 146  | 163  | 226  | 244  | 292  | 335  | 376  | 342  | 260   | 206  | 155  | 114  | 2859 |
| Forrás: Aemet.es,             |      |      |      |      |      |      |      |      |       |      |      |      |      |

### Kelet
| \| Hónap \| Jan. \| Feb. \| Már. \| Ápr. \| Máj. \| Jún. \| Júl. \| Aug. \| Szep. \| Okt. \| Nov. \| Dec. \| Év \| \| ----------------------------------------------- \| ---- \| ---- \| ---- \| ---- \| ---- \| ---- \| ---- \| ---- \| ----- \| ---- \| ---- \| ---- \| ---- \| \| Átlagos max. hőmérséklet (°C) \| 16,5 \| 17,3 \| 19,6 \| 20,8 \| 23,4 \| 27,1 \| 29,7 \| 30,2 \| 27,9 \| 24,3 \| 19,8 \| 17,0 \| 22,8 \| \| Átlagos min. hőmérséklet (°C) \| 7,1 \| 7,8 \| 9,7 \| 11,5 \| 14,6 \| 18,6 \| 21,5 \| 21,9 \| 19,1 \| 15,2 \| 10,8 \| 8,1 \| 13,9 \| \| Átl. csapadékmennyiség (mm) \| 37 \| 36 \| 33 \| 38 \| 39 \| 22 \| 8 \| 20 \| 70 \| 77 \| 47 \| 48 \| 475 \| \| Havi napsütéses órák száma \| 171 \| 171 \| 215 \| 234 \| 259 \| 276 \| 315 \| 288 \| 235 \| 202 \| 167 \| 155 \| 2688 \| \| Forrás: Agencia Estatal de Meteorología[32][33] \| \| \| \| \| \| \| \| \| \| \| \| \| \| |      |      |      |      |      |      |      |      |       |      |      |      |      |
| Hónap | Jan. | Feb. | Már. | Ápr. | Máj. | Jún. | Júl. | Aug. | Szep. | Okt. | Nov. | Dec. | Év   |
| Átlagos max. hőmérséklet (°C) | 16,5 | 17,3 | 19,6 | 20,8 | 23,4 | 27,1 | 29,7 | 30,2 | 27,9  | 24,3 | 19,8 | 17,0 | 22,8 |
| Átlagos min. hőmérséklet (°C) | 7,1  | 7,8  | 9,7  | 11,5 | 14,6 | 18,6 | 21,5 | 21,9 | 19,1  | 15,2 | 10,8 | 8,1  | 13,9 |
| Átl. csapadékmennyiség (mm) | 37   | 36   | 33   | 38   | 39   | 22   | 8    | 20   | 70    | 77   | 47   | 48   | 475  |
| Havi napsütéses órák száma | 171  | 171  | 215  | 234  | 259  | 276  | 315  | 288  | 235   | 202  | 167  | 155  | 2688 |
| Forrás: Agencia Estatal de Meteorología |      |      |      |      |      |      |      |      |       |      |      |      |      |

### Délkelet
| \| Hónap \| Jan. \| Feb. \| Már. \| Ápr. \| Máj. \| Jún. \| Júl. \| Aug. \| Szep. \| Okt. \| Nov. \| Dec. \| Év \| \| --------------------------------------- \| ---- \| ---- \| ---- \| ---- \| ---- \| ---- \| ---- \| ---- \| ----- \| ---- \| ---- \| ---- \| ---- \| \| Átlagos max. hőmérséklet (°C) \| 16,6 \| 18,4 \| 20,9 \| 23,3 \| 26,6 \| 31,0 \| 34,0 \| 34,2 \| 30,4 \| 25,6 \| 20,3 \| 17,2 \| 24,9 \| \| Átlagos min. hőmérséklet (°C) \| 4,7 \| 5,9 \| 7,7 \| 9,7 \| 13,3 \| 17,4 \| 20,3 \| 20,9 \| 18,0 \| 13,9 \| 8,9 \| 5,8 \| 12,2 \| \| Átl. csapadékmennyiség (mm) \| 27 \| 27 \| 30 \| 25 \| 28 \| 18 \| 3 \| 8 \| 32 \| 36 \| 32 \| 29 \| 295 \| \| Havi napsütéses órák száma \| 189 \| 190 \| 223 \| 256 \| 289 \| 323 \| 353 \| 317 \| 239 \| 217 \| 186 \| 172 \| 2954 \| \| Forrás: Agencia Estatal de Meteorología \| \| \| \| \| \| \| \| \| \| \| \| \| \| |      |      |      |      |      |      |      |      |       |      |      |      |      |
| Hónap | Jan. | Feb. | Már. | Ápr. | Máj. | Jún. | Júl. | Aug. | Szep. | Okt. | Nov. | Dec. | Év   |
| Átlagos max. hőmérséklet (°C) | 16,6 | 18,4 | 20,9 | 23,3 | 26,6 | 31,0 | 34,0 | 34,2 | 30,4  | 25,6 | 20,3 | 17,2 | 24,9 |
| Átlagos min. hőmérséklet (°C) | 4,7  | 5,9  | 7,7  | 9,7  | 13,3 | 17,4 | 20,3 | 20,9 | 18,0  | 13,9 | 8,9  | 5,8  | 12,2 |
| Átl. csapadékmennyiség (mm) | 27   | 27   | 30   | 25   | 28   | 18   | 3    | 8    | 32    | 36   | 32   | 29   | 295  |
| Havi napsütéses órák száma | 189  | 190  | 223  | 256  | 289  | 323  | 353  | 317  | 239   | 217  | 186  | 172  | 2954 |
| Forrás: Agencia Estatal de Meteorología |      |      |      |      |      |      |      |      |       |      |      |      |      |

### Dél
| Hónap                                   | Jan. | Feb. | Már. | Ápr. | Máj. | Jún. | Júl. | Aug. | Szep. | Okt. | Nov. | Dec. | Év   |
| --------------------------------------- | ---- | ---- | ---- | ---- | ---- | ---- | ---- | ---- | ----- | ---- | ---- | ---- | ---- |
| Átlagos max. hőmérséklet (°C)           | 14,9 | 17,4 | 21,3 | 22,8 | 27,4 | 32,8 | 36,9 | 36,5 | 31,6  | 25,1 | 19,1 | 15,3 | 25,1 |
| Átlagos min. hőmérséklet (°C)           | 3,6  | 4,9  | 7,4  | 9,3  | 12,6 | 16,5 | 19,0 | 19,4 | 16,9  | 13,0 | 7,8  | 5,5  | 11,4 |
| Átl. csapadékmennyiség (mm)             | 66   | 55   | 49   | 55   | 40   | 48   | 13   | 2    | 5     | 35   | 86   | 80   | 534  |
| Havi napsütéses órák száma              | 174  | 186  | 218  | 235  | 289  | 323  | 363  | 336  | 248   | 205  | 180  | 148  | 2905 |
| Forrás: Agencia Estatal de Meteorología |      |      |      |      |      |      |      |      |       |      |      |      |      |

| Hónap                                   | Jan. | Feb. | Már. | Ápr. | Máj. | Jún. | Júl. | Aug. | Szep. | Okt. | Nov. | Dec. | Év   |
| --------------------------------------- | ---- | ---- | ---- | ---- | ---- | ---- | ---- | ---- | ----- | ---- | ---- | ---- | ---- |
| Rekord max. hőmérséklet (°C)            | 24,2 | 28,0 | 32,9 | 35,4 | 41,0 | 45,2 | 46,6 | 47,2 | 44,8  | 36,6 | 31,2 | 25,5 | 47,2 |
| Átlagos max. hőmérséklet (°C)           | 16,2 | 18,1 | 21,9 | 23,4 | 27,2 | 32,2 | 36,0 | 35,5 | 31,7  | 26,0 | 20,2 | 16,6 | 25,5 |
| Átlaghőmérséklet (°C)                   | 11,0 | 12,5 | 15,6 | 17,3 | 20,7 | 25,1 | 28,2 | 27,9 | 25,0  | 20,2 | 15,1 | 11,9 | 19,2 |
| Átlagos min. hőmérséklet (°C)           | 5,7  | 7,0  | 9,2  | 11,1 | 14,2 | 18,0 | 20,3 | 20,4 | 18,2  | 14,4 | 10,0 | 7,3  | 13,0 |
| Rekord min. hőmérséklet (°C)            | −4,4 | −5,5 | −2,0 | 1,0  | 4,0  | 8,4  | 11,4 | 12,0 | 8,6   | 2,0  | −1,4 | −4,8 | −5,5 |
| Átl. csapadékmennyiség (mm)             | 66   | 50   | 36   | 54   | 31   | 10   | 2    | 5    | 27    | 68   | 91   | 99   | 539  |
| Havi napsütéses órák száma              | 183  | 189  | 220  | 238  | 293  | 317  | 354  | 328  | 244   | 217  | 181  | 154  | 2918 |
| Forrás: Agencia Estatal de Meteorología |      |      |      |      |      |      |      |      |       |      |      |      |      |

| Hónap                                   | Jan. | Feb. | Már. | Ápr. | Máj. | Jún. | Júl. | Aug. | Szep. | Okt. | Nov. | Dec. | Év   |
| --------------------------------------- | ---- | ---- | ---- | ---- | ---- | ---- | ---- | ---- | ----- | ---- | ---- | ---- | ---- |
| Átlagos max. hőmérséklet (°C)           | 16,8 | 17,7 | 19,6 | 21,4 | 24,3 | 28,1 | 30,5 | 30,8 | 28,2  | 24,1 | 20,1 | 17,5 | 23,3 |
| Átlagos min. hőmérséklet (°C)           | 7,4  | 8,2  | 9,8  | 11,1 | 14,2 | 18,0 | 20,5 | 21,1 | 18,8  | 15,0 | 11,3 | 8,9  | 13,7 |
| Átl. csapadékmennyiség (mm)             | 69   | 60   | 52   | 44   | 20   | 6    | 0    | 6    | 20    | 57   | 101  | 100  | 535  |
| Havi napsütéses órák száma              | 181  | 180  | 222  | 244  | 292  | 329  | 347  | 316  | 255   | 215  | 172  | 160  | 2913 |
| Forrás: Agencia Estatal de Meteorología |      |      |      |      |      |      |      |      |       |      |      |      |      |

| Hónap                                   | Jan. | Feb. | Már. | Ápr. | Máj. | Jún. | Júl. | Aug. | Szep. | Okt. | Nov. | Dec. | Év   |
| --------------------------------------- | ---- | ---- | ---- | ---- | ---- | ---- | ---- | ---- | ----- | ---- | ---- | ---- | ---- |
| Átlagos max. hőmérséklet (°C)           | 16,9 | 17,6 | 19,6 | 21,4 | 24,1 | 27,9 | 30,5 | 31,0 | 28,4  | 24,5 | 20,5 | 17,9 | 23,4 |
| Átlagos min. hőmérséklet (°C)           | 8,3  | 9,0  | 10,6 | 12,5 | 15,3 | 18,9 | 21,7 | 22,4 | 20,0  | 16,3 | 12,3 | 9,6  | 14,8 |
| Átl. csapadékmennyiség (mm)             | 24   | 25   | 16   | 17   | 12   | 5    | 1    | 1    | 14    | 27   | 28   | 30   | 200  |
| Havi napsütéses órák száma              | 194  | 191  | 232  | 261  | 297  | 325  | 342  | 315  | 256   | 218  | 183  | 178  | 2992 |
| Forrás: Agencia Estatal de Meteorología |      |      |      |      |      |      |      |      |       |      |      |      |      |

### Baleár-szk.
| Hónap                                   | Jan. | Feb. | Már. | Ápr. | Máj. | Jún. | Júl. | Aug. | Szep. | Okt. | Nov. | Dec. | Év   |
| --------------------------------------- | ---- | ---- | ---- | ---- | ---- | ---- | ---- | ---- | ----- | ---- | ---- | ---- | ---- |
| Rekord max. hőmérséklet (°C)            | 23,8 | 23,5 | 26,5 | 27,8 | 31,0 | 36,5 | 36,6 | 36,6 | 38,4  | 32,0 | 28,4 | 23,8 | 38,4 |
| Átlagos max. hőmérséklet (°C)           | 15,7 | 15,9 | 17,7 | 19,7 | 22,7 | 26,8 | 29,7 | 30,3 | 27,7  | 24,0 | 19,6 | 16,7 | 22,2 |
| Átlagos min. hőmérséklet (°C)           | 8,1  | 8,3  | 9,6  | 11,4 | 14,6 | 18,4 | 21,4 | 22,2 | 19,9  | 16,5 | 12,3 | 9,5  | 14,4 |
| Rekord min. hőmérséklet (°C)            | −1,2 | 0,2  | 1,0  | 3,4  | 7,6  | 10,0 | 15,9 | 16,5 | 12,1  | 8,5  | 2,4  | 1,1  | −1,2 |
| Átl. csapadékmennyiség (mm)             | 37   | 36   | 27   | 31   | 27   | 11   | 5    | 18   | 57    | 58   | 53   | 52   | 412  |
| Havi napsütéses órák száma              | 162  | 166  | 211  | 246  | 272  | 299  | 334  | 305  | 236   | 205  | 157  | 151  | 2744 |
| Forrás: Agencia Estatal de Meteorología |      |      |      |      |      |      |      |      |       |      |      |      |      |

| Hónap | Jan. | Feb. | Már. | Ápr. | Máj. | Jún. | Júl. | Aug. | Szep. | Okt. | Nov. | Dec. | Év   |
| --- | ---- | ---- | ---- | ---- | ---- | ---- | ---- | ---- | ----- | ---- | ---- | ---- | ---- |
| Átlagos max. hőmérséklet (°C)                                                                                      | 15,4 | 15,5 | 17,2 | 19,2 | 22,5 | 26,5 | 29,4 | 29,8 | 27,1  | 23,7 | 19,3 | 16,5 | 21,9 |
| Átlagos min. hőmérséklet (°C)                                                                                      | 8,3  | 8,4  | 9,6  | 11,7 | 15,1 | 18,9 | 21,9 | 22,5 | 19,9  | 16,6 | 12,3 | 9,7  | 14,6 |
| Átl. csapadékmennyiség (mm)                                                                                        | 43   | 37   | 28   | 39   | 36   | 11   | 6    | 22   | 52    | 69   | 59   | 48   | 450  |
| Havi napsütéses órák száma                                                                                         | 167  | 170  | 205  | 237  | 284  | 315  | 346  | 316  | 227   | 205  | 161  | 151  | 2784 |
| Forrás: AEM Guía resumida del clima en España (1981–2010). [2012. március 15-i dátummal az eredetiből archiválva]. |      |      |      |      |      |      |      |      |       |      |      |      |      |

| Hónap                                   | Jan. | Feb. | Már. | Ápr. | Máj. | Jún. | Júl. | Aug. | Szep. | Okt. | Nov. | Dec. | Év   |
| --------------------------------------- | ---- | ---- | ---- | ---- | ---- | ---- | ---- | ---- | ----- | ---- | ---- | ---- | ---- |
| Átlagos max. hőmérséklet (°C)           | 15,2 | 15,4 | 17,5 | 19,8 | 23,7 | 28,1 | 31,2 | 31,3 | 27,9  | 23,9 | 19,0 | 16,1 | 22,5 |
| Átlagos min. hőmérséklet (°C)           | 3,8  | 4,0  | 5,2  | 7,4  | 11,3 | 15,4 | 18,3 | 18,9 | 16,5  | 13,1 | 8,3  | 5,4  | 10,7 |
| Átl. csapadékmennyiség (mm)             | 37   | 32   | 26   | 34   | 32   | 12   | 5    | 17   | 50    | 62   | 55   | 48   | 410  |
| Havi napsütéses órák száma              | 163  | 166  | 202  | 234  | 283  | 316  | 342  | 315  | 222   | 203  | 162  | 152  | 2760 |
| Forrás: Agencia Estatal de Meteorología |      |      |      |      |      |      |      |      |       |      |      |      |      |

| Hónap | Jan. | Feb. | Már. | Ápr. | Máj. | Jún. | Júl. | Aug. | Szep. | Okt. | Nov. | Dec. | Év   |
| --- | ---- | ---- | ---- | ---- | ---- | ---- | ---- | ---- | ----- | ---- | ---- | ---- | ---- |
| Átlagos max. hőmérséklet (°C)                                                                                      | 15,4 | 15,5 | 17,2 | 19,2 | 22,5 | 26,5 | 29,4 | 29,8 | 27,1  | 23,7 | 19,3 | 16,5 | 21,9 |
| Átlagos min. hőmérséklet (°C)                                                                                      | 8,3  | 8,4  | 9,6  | 11,7 | 15,1 | 18,9 | 21,9 | 22,5 | 19,9  | 16,6 | 12,3 | 9,7  | 14,6 |
| Átl. csapadékmennyiség (mm)                                                                                        | 43   | 37   | 28   | 39   | 36   | 11   | 6    | 22   | 52    | 69   | 59   | 48   | 450  |
| Havi napsütéses órák száma                                                                                         | 167  | 170  | 205  | 237  | 284  | 315  | 346  | 316  | 227   | 205  | 161  | 151  | 2784 |
| Forrás: AEM Guía resumida del clima en España (1981–2010). [2012. március 15-i dátummal az eredetiből archiválva]. |      |      |      |      |      |      |      |      |       |      |      |      |      |

| Hónap                                   | Jan. | Feb. | Már. | Ápr. | Máj. | Jún. | Júl. | Aug. | Szep. | Okt. | Nov. | Dec. | Év   |
| --------------------------------------- | ---- | ---- | ---- | ---- | ---- | ---- | ---- | ---- | ----- | ---- | ---- | ---- | ---- |
| Átlagos max. hőmérséklet (°C)           | 15,2 | 15,4 | 17,5 | 19,8 | 23,7 | 28,1 | 31,2 | 31,3 | 27,9  | 23,9 | 19,0 | 16,1 | 22,5 |
| Átlagos min. hőmérséklet (°C)           | 3,8  | 4,0  | 5,2  | 7,4  | 11,3 | 15,4 | 18,3 | 18,9 | 16,5  | 13,1 | 8,3  | 5,4  | 10,7 |
| Átl. csapadékmennyiség (mm)             | 37   | 32   | 26   | 34   | 32   | 12   | 5    | 17   | 50    | 62   | 55   | 48   | 410  |
| Havi napsütéses órák száma              | 163  | 166  | 202  | 234  | 283  | 316  | 342  | 315  | 222   | 203  | 162  | 152  | 2760 |
| Forrás: Agencia Estatal de Meteorología |      |      |      |      |      |      |      |      |       |      |      |      |      |

### Kanári-szk.
| Hónap                                   | Jan. | Feb. | Már. | Ápr. | Máj. | Jún. | Júl. | Aug. | Szep. | Okt. | Nov. | Dec. | Év   |
| --------------------------------------- | ---- | ---- | ---- | ---- | ---- | ---- | ---- | ---- | ----- | ---- | ---- | ---- | ---- |
| Átlagos max. hőmérséklet (°C)           | 20,7 | 21,3 | 22,9 | 23,5 | 24,6 | 26,3 | 28,2 | 29,1 | 28,6  | 26,7 | 24,2 | 21,8 | 24,8 |
| Átlagos min. hőmérséklet (°C)           | 14,0 | 14,3 | 15,0 | 15,7 | 16,8 | 18,8 | 20,4 | 21,2 | 20,8  | 19,4 | 17,2 | 15,4 | 17,4 |
| Átl. csapadékmennyiség (mm)             | 17   | 18   | 13   | 5    | 2    | 0    | 0    | 1    | 2     | 10   | 15   | 29   | 111  |
| Havi napsütéses órák száma              | 203  | 201  | 241  | 255  | 297  | 292  | 308  | 295  | 248   | 235  | 207  | 196  | 2978 |
| Forrás: Agencia Estatal de Meteorología |      |      |      |      |      |      |      |      |       |      |      |      |      |

| Hónap                                                                           | Jan. | Feb. | Már. | Ápr. | Máj. | Jún. | Júl. | Aug. | Szep. | Okt. | Nov. | Dec. | Év   |
| ------------------------------------------------------------------------------- | ---- | ---- | ---- | ---- | ---- | ---- | ---- | ---- | ----- | ---- | ---- | ---- | ---- |
| Rekord max. hőmérséklet (°C)                                                    | 29,5 | 30,9 | 34,0 | 34,3 | 36,0 | 36,9 | 44,2 | 39,2 | 39,0  | 36,0 | 36,2 | 29,4 | 44,2 |
| Átlagos max. hőmérséklet (°C)                                                   | 20,8 | 21,2 | 22,3 | 22,6 | 23,6 | 25,3 | 26,9 | 27,5 | 27,2  | 26,2 | 24,2 | 22,2 | 24,2 |
| Átlagos min. hőmérséklet (°C)                                                   | 15,3 | 15,6 | 16,2 | 16,3 | 17,3 | 19,2 | 20,8 | 21,6 | 21,4  | 20,1 | 18,1 | 16,5 | 18,2 |
| Rekord min. hőmérséklet (°C)                                                    | 10,2 | 9,4  | 10,5 | 12,0 | 12,2 | 14,4 | 16,4 | 17,6 | 16,8  | 14,8 | 12,8 | 12,0 | 9,4  |
| Átl. csapadékmennyiség (mm)                                                     | 25   | 24   | 13   | 6    | 1    | 0    | 0    | 0    | 9     | 16   | 22   | 31   | 149  |
| Havi napsütéses órák száma                                                      | 184  | 191  | 229  | 228  | 272  | 284  | 308  | 300  | 241   | 220  | 185  | 179  | 2821 |
| Forrás: World Meteorological Organization (UN), Agencia Estatal de Meteorología |      |      |      |      |      |      |      |      |       |      |      |      |      |

| Hónap                                   | Jan. | Feb. | Már. | Ápr. | Máj. | Jún. | Júl. | Aug. | Szep. | Okt. | Nov. | Dec. | Év   |
| --------------------------------------- | ---- | ---- | ---- | ---- | ---- | ---- | ---- | ---- | ----- | ---- | ---- | ---- | ---- |
| Átlagos max. hőmérséklet (°C)           | 21,0 | 21,2 | 22,1 | 22,7 | 24,1 | 26,2 | 28,7 | 29,0 | 28,1  | 26,3 | 24,1 | 22,1 | 24,7 |
| Átlagos min. hőmérséklet (°C)           | 15,4 | 15,3 | 15,9 | 16,5 | 17,8 | 19,5 | 21,2 | 21,9 | 21,7  | 20,3 | 18,4 | 16,6 | 18,4 |
| Átl. csapadékmennyiség (mm)             | 32   | 35   | 38   | 12   | 4    | 1    | 0    | 2    | 7     | 19   | 34   | 43   | 226  |
| Havi napsütéses órák száma              | 178  | 186  | 221  | 237  | 282  | 306  | 337  | 319  | 253   | 222  | 178  | 168  | 2887 |
| Forrás: Agencia Estatal de Meteorología |      |      |      |      |      |      |      |      |       |      |      |      |      |

| Hónap                         | Jan. | Feb. | Már. | Ápr. | Máj. | Jún. | Júl. | Aug. | Szep. | Okt. | Nov. | Dec. | Év   |
| ----------------------------- | ---- | ---- | ---- | ---- | ---- | ---- | ---- | ---- | ----- | ---- | ---- | ---- | ---- |
| Rekord max. hőmérséklet (°C)  | 27,0 | 31,0 | 32,8 | 36,6 | 32,4 | 29,4 | 38,4 | 38,0 | 36,8  | 34,4 | 31,6 | 28,1 | 38,4 |
| Átlagos max. hőmérséklet (°C) | 20,6 | 20,7 | 21,2 | 21,6 | 22,6 | 24,1 | 25,5 | 26,3 | 26,6  | 25,5 | 23,5 | 21,8 | 23,3 |
| Átlagos min. hőmérséklet (°C) | 15,5 | 15,3 | 15,7 | 16,2 | 17,4 | 19,2 | 20,7 | 21,4 | 21,3  | 20,2 | 18,3 | 16,7 | 18,2 |
| Rekord min. hőmérséklet (°C)  | 9,4  | 10,9 | 10,2 | 10,0 | 11,0 | 15,2 | 14,9 | 16,7 | 16,4  | 15,3 | 10,0 | 10,0 | 9,4  |
| Átl. csapadékmennyiség (mm)   | 49   | 57   | 33   | 19   | 7    | 2    | 1    | 1    | 12    | 41   | 70   | 80   | 372  |
| Havi napsütéses órák száma    | 141  | 146  | 177  | 174  | 192  | 188  | 222  | 209  | 187   | 175  | 140  | 138  | 2089 |
| Forrás: AEM                   |      |      |      |      |      |      |      |      |       |      |      |      |      |

## Fordítás
Ez a szócikk részben vagy egészben  a   Clima de España című spanyol Wikipédia-szócikk fordításán alapul.  Az eredeti cikk szerkesztőit annak laptörténete sorolja fel. Ez a jelzés csupán a megfogalmazás eredetét és a szerzői jogokat jelzi, nem szolgál a cikkben szereplő információk forrásmegjelöléseként.